# Alemania en el Festival de la Canción de Eurovisión 2018
Alemania participó en el Festival de Eurovisión 2018, representados por Michael Schulte y "You Let Me Walk Alone", seleccionados a través de su preselección Unser Lied für Lissabon. En la final, lograron una cuarta plaza con 340 puntos.

## Unser Lied für Lissabon
Unser Lied für Lissabon fue la preselección alemana para el Festival de Eurovisión 2018, mediante la cual se decidió el representante alemán. La gala tuvo lugar el 22 de febrero de 2018 en Berlín, con seis temas compitiendo.

### Formato
La gala televisada tuvo seis artistas, cada uno de ellos con una canción candidata. El ganador se decidió mediante el voto de la audiencia, un jurado eurovisivo compuesto por cien miembros, y un jurado internacional experto.
Los cien miembros del panel eurovisivo se decidieron a través de encuestas en las redes sociales, con el objetivo de representar el gusto de la audiencia europea, y participó en el proceso de decidir qué artistas participarían en la final televisada. El panel internacional experto constó de diecinueve miembros que previamente habían participado en los jurados nacionales de Eurovisión.
| Miembros del jurado internacional |
| --- |
| - Filip Adamo – Mánager de productos en una marca discográfica - Einar Bardarson – Compositor, productor, concertista, agente de artistas - Typh Barrow – Cantante, compositor - Bruno Berberes – Director de cástines, productor, compositor, entrenador - Margaret Berger – Cantante, compositora, representó a Noruega en Eurovisión 2013. - Argyro Christodoulidou – Compositor, letrista - Mark De Lisser – Entrenador vocal - Henrik Johnsson – Presentador de televisión, productor - Rafailas Karpis – Cantante de ópera - Tinkara Kovač – Cantante, flautista, representó a Eslovenia en Eurovisión 2014. - Maria Eva Lundin (Maria Marcus) – Productora musical, letrista - Anca Lupes – Agente musical - Florent Luyckx – Ejecutivo de radio - Gore Melian – Cantante, compositor, productor - Rennie Mirro – Bailarín, coreógrafo, actor - Helga Möller – Cantante, representó a Islandia en Eurovisión 1986 como parte de ICY. - Ruth Lorenzo Pascual – Cantante, compositora, representó a España en Eurovisión 2014. - Sascha Reimann (Ferris MC) – Músico, rapero, actor - Grzegorz Urban – Compositor, productor, pianista - Carolina Dijkhuizen - Cantante, actriz, presentadora de televisión |

### Candidaturas finales
Los artistas pudieron enviar sus candidaturas entre el 27 de octubre de 2017 y el 6 de noviembre de 2017. La NDR alemana recibió más de cuatro mil candidaturas, número que se redujo a 211 para el proceso de selección. El panel eurovisivo de cien miembros seleccionó a diecisiete candidatos para ir a un taller organizado por la NDR, en el que se les proporcionó entrenamiento vocal y de baile. Entonces, el panel eurovisivo y el internacional decidieron qué seis artistas avanzarían hacia la final televisada. Una vez seleccionados, los seis finalistas trabajaron con quince compositores nacionales e internacionales y productores en un campamento de tres días para crear nuevas canciones, o modificar canciones ya existentes y llevarlas a la final. En la final, cada finalista compitió con una canción.
Los seis finalistas se revelaron el 29 de diciembre de 2017.
| Artista         | Canción                 | Compositores                                                                      |
| --------------- | ----------------------- | --------------------------------------------------------------------------------- |
| Ivy Quainoo     | "House on Fire"         | Jörgen Elofsson, Ali Tamposi                                                      |
| Michael Schulte | "You Let Me Walk Alone" | Michael Schulte, Thomas Stengaard, Nisse Ingwersen, Nina Müller                   |
| Natia Todua     | "My Own Way"            | Loren Nine Geerts, Ricardo Bettiol, Martin Gallop, Jaro Omar                      |
| Ryk             | "You and I"             | Rick Jurthe                                                                       |
| voXXclub        | "I mog Di so"           | Merty Bert, Mike Busse, Philipp Klemz, Lennard Oestmann, Joe Walter, Martin Simma |
| Xavier Darcy    | "Jonah"                 | Xavier Darcy, Loren Nine Geerts, Axel Ehnström, Thomas Stengaard                  |

### Final
La final tuvo lugar el 22 de febrero de 2018. Seis artistas compitieron. El ganador se decidió mediante una combinación del televoto, un panel eurovisivo de cien miembros, y un jurado experto internacional.
| Unser Lied für Lissabon – 22 de febrero de 2018 | Unser Lied für Lissabon – 22 de febrero de 2018 | Unser Lied für Lissabon – 22 de febrero de 2018 | Unser Lied für Lissabon – 22 de febrero de 2018 | Unser Lied für Lissabon – 22 de febrero de 2018 | Unser Lied für Lissabon – 22 de febrero de 2018 | Unser Lied für Lissabon – 22 de febrero de 2018 | Unser Lied für Lissabon – 22 de febrero de 2018 | Unser Lied für Lissabon – 22 de febrero de 2018 | Unser Lied für Lissabon – 22 de febrero de 2018 | Unser Lied für Lissabon – 22 de febrero de 2018 | Unser Lied für Lissabon – 22 de febrero de 2018 |
| N.º                                             | Artista                                         | Canción                                         | Panel eurovisivo                                | Panel eurovisivo                                | Jurado internacional                            | Jurado internacional                            | Televoto                                        | Televoto                                        | Total                                           | Posición                                        |                                                 |
| ----------------------------------------------- | ----------------------------------------------- | ----------------------------------------------- | ----------------------------------------------- | ----------------------------------------------- | ----------------------------------------------- | ----------------------------------------------- | ----------------------------------------------- | ----------------------------------------------- | ----------------------------------------------- | ----------------------------------------------- | ----------------------------------------------- |
| 1                                               | Natia Todua                                     | "My Own Way"                                    | 630                                             | 5                                               | 122                                             | 6                                               | 37,343                                          | 6                                               | 17                                              | 6                                               |                                                 |
| 2                                               | Ryk                                             | "You and I"                                     | 931                                             | 10                                              | 169                                             | 8                                               | 35,700                                          | 5                                               | 23                                              | 3                                               |                                                 |
| 3                                               | voXXclub                                        | "I mog Di so"                                   | 718                                             | 6                                               | 118                                             | 5                                               | 121,336                                         | 10                                              | 21                                              | 5                                               |                                                 |
| 4                                               | Xavier Darcy                                    | "Jonah"                                         | 770                                             | 8                                               | 186                                             | 10                                              | 45,010                                          | 7                                               | 25                                              | 2                                               |                                                 |
| 5                                               | Ivy Quainoo                                     | "House on Fire"                                 | 736                                             | 7                                               | 148                                             | 7                                               | 47,639                                          | 8                                               | 22                                              | 4                                               |                                                 |
| 6                                               | Michael Schulte                                 | "You Let Me Walk Alone"                         | 1015                                            | 12                                              | 218                                             | 12                                              | 140,491                                         | 12                                              | 36                                              | 1                                               |                                                 |

## En Eurovisión
El Festival de la Canción de Eurovisión 2018 tuvo lugar en el Altice Arena de Lisboa, Portugal y consistió en dos semifinales el 8 y 10 de mayo y la final el 12 de mayo de 2018. De acuerdo con las reglas de Eurovisión, todas las naciones con excepción del país anfitrión y los "5 grandes" (Big Five) deben clasificarse en una de las dos semifinales para competir en la final; los diez mejores países de cada semifinal avanzan a esta final. Alemania actuó en la plaza número 11 de la final, y quedó en cuarta plaza con 340 puntos.